# 卡普里褲
卡普里褲（英語：Capri pants）又常稱為七分褲，常見的穿著季節是夏季，多為年輕女性的裝扮之一，在歐洲、美洲、亞洲的大都會裡，是相當常見的褲子。西方亦經常簡稱這種褲子為Capris。
1948年，卡普里裤首先被欧洲时装设计师Sonja de Lennart设计。其名称来源于意大利的一个小岛卡普里岛，50年代末期和60年代早期岛上开始流行这种裤子。20世纪60年代是卡普里褲開始在美國流行的年代，透過電視影集《范戴克秀》的影響，劇中女主角Laura（由演員玛麗·泰勒·摩爾（Mary Tyler Moore）演出）在許多集中穿著這種露出腳踝的卡普里褲，而造成一股時尚風潮。1970年代到1990年代卡普里褲逐漸退出流行後，在21世紀初又重回了街頭，今日許多知名的服飾品牌都在銷售這種卡普里褲。

## 外部連結
- Flak 雜誌的卡普里褲介紹